# Seleção Catarense de Voleibol Masculino
A seleção catarense de voleibol masculino é uma equipe asiática composta pelos melhores jogadores de voleibol do Catar. A equipe é mantida pela Associação de Voleibol do Catar. Encontra-se na 24ª posição do ranking mundial da FIVB segundo dados de 2 de setembro de 2022.
Nunca participou de uma edição de Jogos Olímpicos, mas tem aparecido regularmente no Campeonato Asiático desde 1993, sendo seu melhor resultado obtido em 2015 quando terminou no quarto lugar. Em 2016 participou pela primeira vez da Liga Mundial integrando uma das doze seleções do Terceiro Grupo, mas não avançou à fase final em Frankfurt am Main, na Alemanha, situação essa que se repetiu na edição de 2017.
Em 2022 fez sua estreia no Campeonato Mundial, sediado na Polônia e Eslovênia, terminando a competição na 21ª colocação.

## Resultados obtidos nos principais campeonatos

### Jogos Olímpicos
A seleção catarense nunca participou dos Jogos Olímpicos.

### Campeonato Mundial
| Ano  | Sede                | Classificação |
| ---- | ------------------- | ------------- |
| 2022 | Eslovênia / Polónia | 21º           |

### Copa do Mundo
A seleção catarense nunca participou da Copa do Mundo.

### Copa dos Campeões
A seleção catarense nunca participou da Copa dos Campeões.

### Liga das Nações
A seleção catarense nunca participou da Liga das Nações.

### Challenger Cup
| Ano  | Sede  | Classificação |
| ---- | ----- | ------------- |
| 2022 | Seul  | 7º            |
| 2023 | Doha  | 2º            |
| 2024 | Linyi | 6º            |

### Liga Mundial
| Ano  | Sede     | Classificação |
| ---- | -------- | ------------- |
| 2016 | Cracóvia | 31º           |
| 2017 | Curitiba | 32º           |

### Campeonato Asiático
| Ano  | Sede              | Classificação |
| ---- | ----------------- | ------------- |
| 1989 | Seul              | 19º           |
| 1993 | Nakhon Ratchasima | 12º           |
| 1995 | Seul              | 10º           |
| 1997 | Doha              | 8º            |
| 1999 | Teerã             | 13º           |
| 2001 | Changwon          | 10º           |
| 2003 | Tianjin           | 11º           |
| 2005 | Suphanburi        | 7º            |
| 2007 | Jacarta           | 11º           |
| 2009 | Manila            | 14º           |
| 2011 | Teerã             | 12º           |
| 2013 | Dubai             | 11º           |
| 2015 | Teerã             | 4º            |
| 2017 | Gresik            | 9º            |
| 2019 | Teerã             | 9º            |
| 2021 | Chiba–Funabashi   | 5º            |
| 2023 | Úrmia             | 3º            |

### Jogos Asiáticos
| Ano  | Sede             | Classificação |
| ---- | ---------------- | ------------- |
| 1982 | Nova Deli        | 8º            |
| 1998 | Banguecoque      | 10º           |
| 2002 | Busan            | 8º            |
| 2006 | Doha             | 4º            |
| 2010 | Guangzhou        | 8º            |
| 2014 | Incheon          | 6º            |
| 2018 | Jacarta–Palimbão | 4º            |
| 2022 | Hancheu          |               |

### Copa Asiática
| Ano  | Sede   | Classificação |
| ---- | ------ | ------------- |
| 2018 | Taipei | 1º            |

## Medalhas
| Evento              | Ouro | Prata | Bronze | Total |
| ------------------- | ---- | ----- | ------ | ----- |
| Jogos Olímpicos     | 0    | 0     | 0      | 0     |
| Campeonato Mundial  | 0    | 0     | 0      | 0     |
| Copa do Mundo       | 0    | 0     | 0      | 0     |
| Copa dos Campeões   | 0    | 0     | 0      | 0     |
| Liga Mundial        | 0    | 0     | 0      | 0     |
| Liga das Nações     | 0    | 0     | 0      | 0     |
| Campeonato Asiático | 0    | 0     | 1      | 1     |
| Jogos Asiáticos     | 0    | 0     | 0      | 0     |
| Copa Asiática       | 1    | 0     | 0      | 1     |
| Total               | 1    | 0     | 1      | 2     |

## Elenco atual
Atletas convocados para integrar a seleção catarense no Campeonato Mundial de 2022:

Técnico:  Camilo Andres Soto
| Camisa | Nome                       | Posição    | Altura (m) | Peso (kg) | Clube atual     |
| ------ | -------------------------- | ---------- | ---------- | --------- | --------------- |
| 1      | Youssef Oughlaf            | oposto     | 2,03       | 80        | Qatar S.C.      |
| 3      | Essam Mahmoud              | ponteiro   | 1,96       | —         | Police S.C.     |
| 4      | Renan Ribeiro              | ponteiro   | 1,93       | 85        | Al Arabi S.C.   |
| 5      | Sulaiman Saad              | líbero     | 1,82       | 79        | Al Rayyan S.C.  |
| 6      | Bojan Djukic               | ponteiro   | 1,93       | 85        | Al Arabi S.C.   |
| 7      | Belal Abunabot             | central    | 2,00       | 90        | Al Rayyan S.C.  |
| 9      | Miloš Stevanović           | levantador | 1,92       | 85        | Al Rayyan S.C.  |
| 10     | Nadir Ababacar Sadikh      | ponteiro   | 1,95       | 90        | Police S.C.     |
| 11     | Nikola Vasić               | ponteiro   | 1,90       | 85        | Al Ahli S.C.    |
| 12     | Mubarak Dahi Hammad        | ponteiro   | 2,01       | 92        | Al Rayyan S.C.  |
| 16     | Mohamed Ibrahim Ibrahim    | central    | 2,06       | 90        | Al Arabi S.C.   |
| 17     | Gamal Ahmed Noaman         | central    | 2,02       | 85        | Al Rayyan S.C.  |
| 20     | Khaled Shamiyeh            | levantador | 1,95       | 80        | Al Gharafa S.C. |
| 21     | Abdulwahid Wagihalla Osman | central    | 1,95       | 90        | Police S.C.     |